# Baldur von Schirach

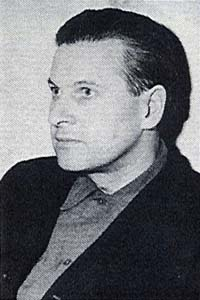
Baldur von Schirach během norimberského procesu

Baldur Benedikt von Schirach (9. května 1907 Berlín – 8. srpna 1974 Kröv an der Mosel) byl členem NSDAP a politikem v době národního socialismu v Německu. Mezi lety 1931 a 1940 zastával funkci říšského vůdce mládeže (Reichsjugendführer), od srpna 1940 do dubna 1945 byl Gauleiterem a Reichsstatthalterem ve Vídni.
Schirach patřil mezi 24 obžalovaných při Norimberském procesu před mezinárodním vojenským tribunálem a byl 1. října 1946 odsouzen za zločiny proti lidskosti na 20 let vězení, ale byl zbaven obvinění z účasti na spiknutí nebo společném plánu ke spáchání zločinů proti míru.

## Rodina

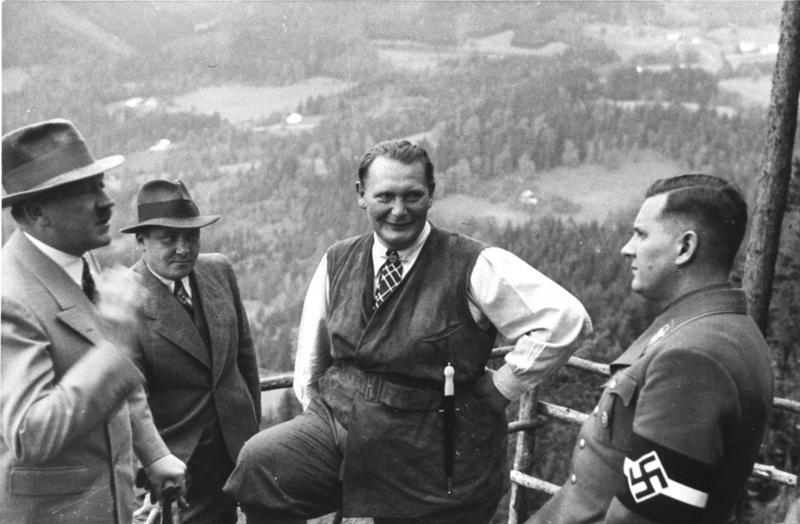
Hitler, Göring a Schirach (vpravo) – Obersalzberg

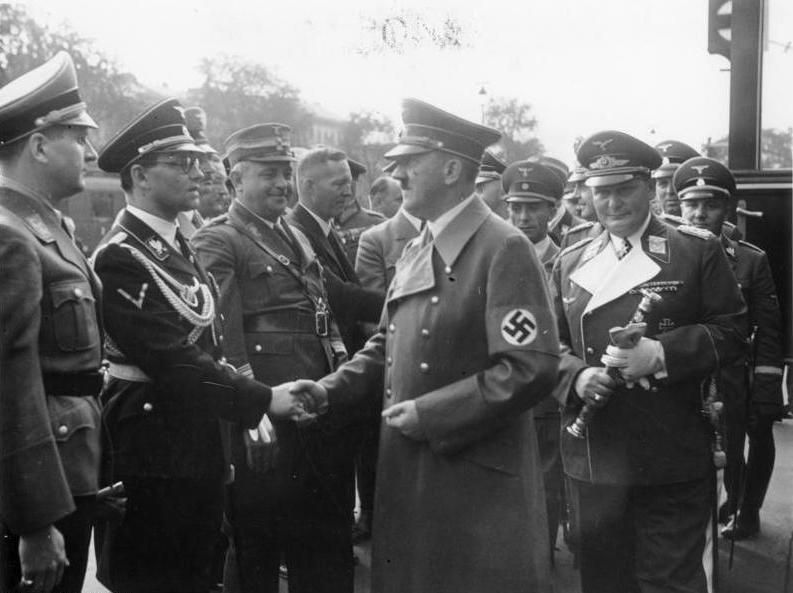
Po návratu z Mnichova

Schirach byl synem poručíka a velitele eskadrony jezdeckého regimentu Garde-Kürassier-Regiment a později kapitána a velkovévody saské komory Karla Bailyho Norrise von Schirach (1873–1949), 1909–1918 ředitele Národního divadla ve Výmaru, 1935–1943 ředitele Státního divadla ve Wiesbaden a jeho americké manželky Emmy Middleton Lynah Tillouové (1872–1944). Jeho matka pocházela z rodu dvou signatářů deklarace nezávislosti Spojených států.
Schirach vyrůstal jak v prostředí liberálním a progresivně osvíceném, tak v prostředí konzervativním a loajálním k císaři. Jeho o sedm let starší bratr Karel (1900–1919) se v roce 1919 v Roßleben zastřelil, zřejmě žalem po abdikaci císaře a uzavření mírové smlouvy ve Versailles. Měl také dvě sestry, Viktorii a Rosalindu. Victoria zemřela na záškrt. Rosalinda se stala operní pěvkyní. Baldur byl vzděláván po vzoru reformátora Hermann Lietz. Doma byl Schirach vyučován angličtině, teprve od pěti let se učil němčinu.
Dne 31. března 1932 se oženil s Henriettou Hoffmannovou, dcerou Heinricha Hoffmanna, oficiálního fotografa Adolfa Hitlera. Díky tomu se stal častým hostem v Hitlerově Berghofu. Manželé Schirachovi měli spolu čtyři děti: Angelika Benedikta (* 1933), Klause (* 1935), Roberta (1938–1980) a Richarda (1942–2023). V období 1936–1945 žil Schirach se svou rodinou na zámku Aspenstein v Kochel am See. Schirachovo manželství bylo 20. července 1950 v Mnichově rozvedeno. Právník a spisovatel Ferdinand von Schirach, esejistka a filozofka Ariadne von Schirach a spisovatel Benedict Wells jsou jeho vnuci.

## Politika

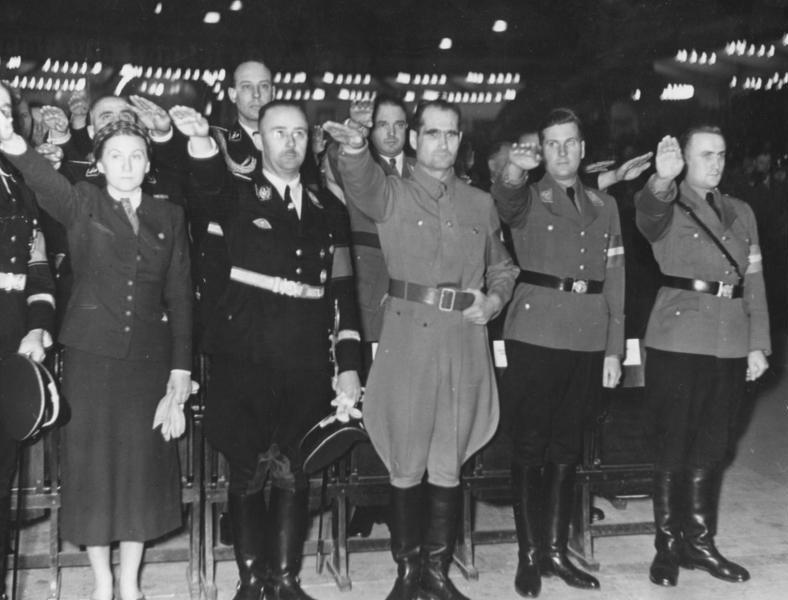
Berlin Reichsfrauenführerin Gertrud Scholtz-Klink, Reichsführer SS Heinrich Himmler, Stellvertreter Hitlers Rudolf Hess, Reichsjugendführer Baldur von Schirach a HJ Obergebietsführer Artur Axmann, za Himmlerem SS-Oberführer Ludolf von Alvensleben – Sportovní palác 13. 2. 1939 – vyhlášení služby na venkově Landdienst Hitlerjugend

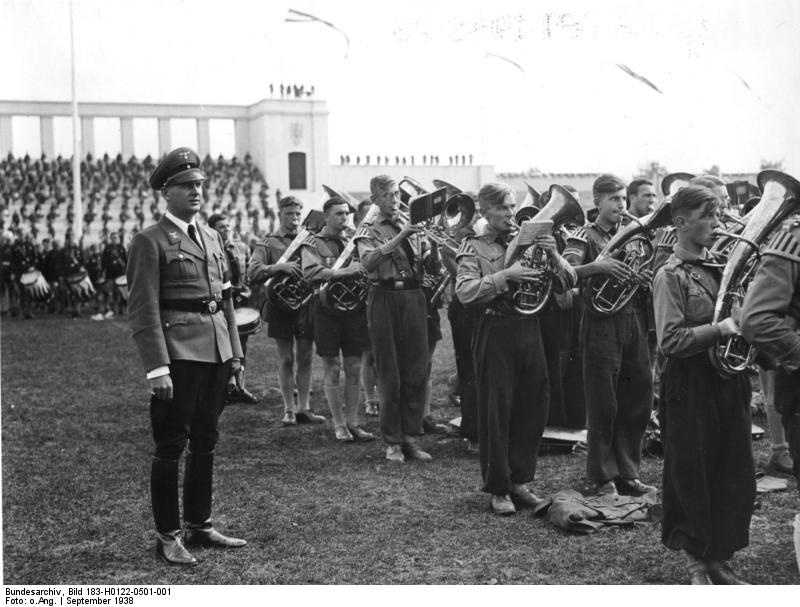
Norimberk – generální zkouška HJ

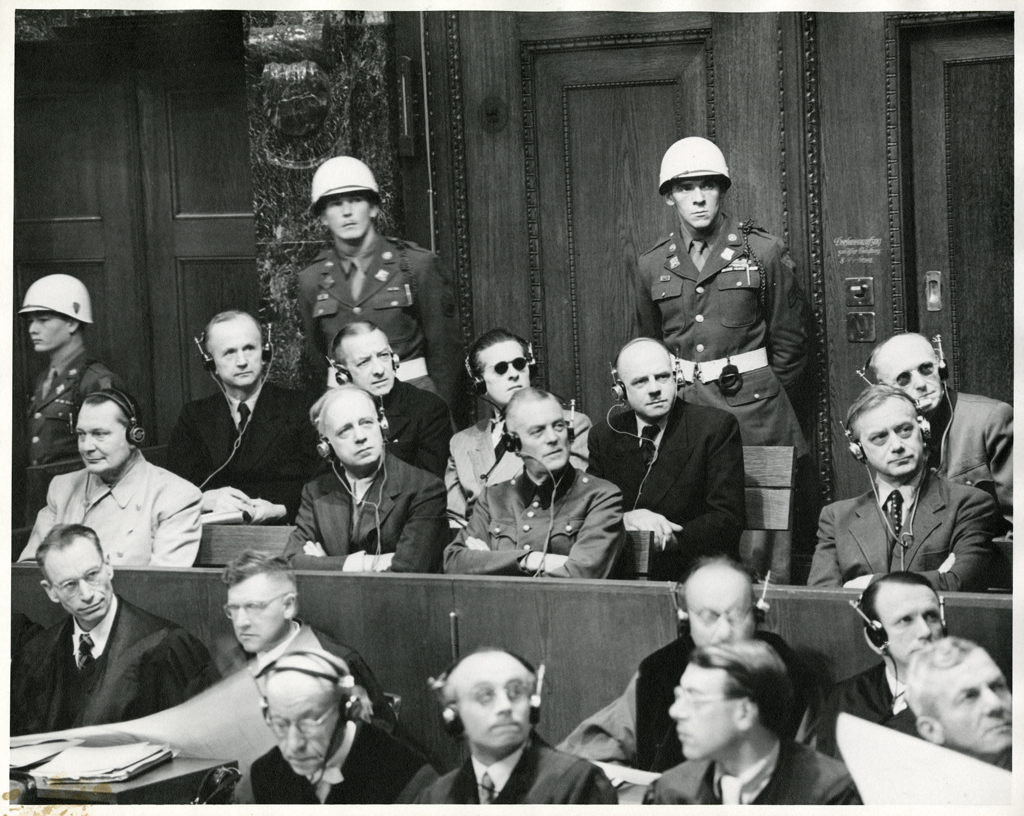
Norimberský proces

V 10 letech byl Schirach členem Wehrjugendgruppe. V 17 letech se setkal v roce 1925 s Adolfem Hitlerem a stal se jeho nadšeným stoupencem. Po dosažení dospělosti vstoupil do NSDAP. Během studií germanistiky a dějin umění byl zvolen v roce 1928 vůdcem NS Německého svazu studentstva (Nationalsozialistischen Deutschen Studentenbunds). 30. října 1931 byl jmenován říšským vůdcem mládeže NSDAP (Reichsjugendführer der NSDAP) a nesl hodnost vůdce skupiny v SA. Studium nedokončil. Po „převzetí moci“ národními socialisty a tzv. Gleichschaltung všech mládežnických organizací ho Hitler jmenoval 17. června 1933 vůdcem mládeže celé Německé říše.
V roce 1936 byl jmenován do funkce státního tajemníka. Jeho zákonem o Hitlerjugend se stalo členství v HJ povinným, čímž vzrostl počet členů na 6 000 000. Snažil se získat kontrolu nad celou nacionalistickou výchovou a vzděláváním mládeže. Tyto snahy vedly k boji o moc s Arturem Axmannem. V době vypuknutí války v roce 1939 Schirach dobrovolně narukoval na frontu a zúčastnil se západního tažení (Westfeldzug), kde byl poté vyznamenán Železným křížem. Axmann byl nejprve jmenován jeho tajemníkem a později 7. srpna 1940 jeho nástupcem. Schirach si udržel postavení říšského vedoucího (Reichsleiter), byl pověřen kontrolou celé organizace Hitlerjugend a od září 1940 organizoval z měst ohrožených leteckou válkou projekt Kinderlandverschickung.
Do úřadu ve Vídni na místo župního vedoucího a říšského místodržitele byl Baldur von Schirach jmenován 7. srpna 1940, kam se také s rodinou přestěhoval do prestižního vídeňského Hofburgu. V této funkci zůstal až do skončení války v roce 1945. Byl zodpovědný za deportace rakouských Židů, k nimž se vyjádřil ve svém projevu dne 14. září 1942: „Pokud byste mi chtěli vyčítat, že jsem deportoval z města desítky tisíc Židů do východního ghetta, musím podotknout, že tento krok vidím jako aktivní příspěvek k evropské kultuře.“ Za jeho vedení bylo do polských táborů deportováno z Vídně 185 000 Židů. Schirach nebyl vyhlášeným antisemitou, dokonce měl několikrát nacistickou perzekuci Židů opatrně kritizovat. Například existují náznaky, že nepovolil vůdcům HJ účast na Lednových pogromech (Novemberpogromen). Nicméně tato tvrzení nejsou doložena. Jisté však je, že když 24. června 1943 vyzval k lepšímu zacházení s obyvateli východní Evropy, upadl u Hitlera v nemilost.
Dne 24. února 1945 byl Schirach povolán do Berlína k Adolfu Hitlerovi, který ho jmenoval říšským komisařem obrany ve Vídni, a to do posledního muže. Gaugefechtsstand Vídeň na Gallitzinbergu v Ottakringu musel být 4. dubna 1945 vyklizen, jelikož Rudá armáda už stála v Hütteldorfu. Jakmile se Rudá armáda přiblížila ke Klosterneuburgu, Schirach se přesunul 6. dubna 1945 ze svého bunkru na Hohe Warte do Hofburgu a odpoledne 9. dubna uprchl do Floridsdorfu, kde měla 2. SS-Panzerkorp u Bisambergu hlavní stan. „Boj do posledního muže“ nařídil Schirach a vydal se k Dunaji.

## Po roce 1945
Po zániku Třetí říše byl Schirach zpočátku považován za mrtvého. Roznesla se totiž zpráva, že byl ve Vídni oběšen. Místo toho však vystupoval v Tyrolsku pod jménem Richard Falk a pracoval jako tlumočník pro americkou armádu. 5. června 1945 se ale ohlásil a v roce 1946 byl na Norimberském procesu za zločiny proti lidskosti odsouzen na 20 let vězení – především za deportace 185 tisíc rakouských Židů do koncentračních táborů. Během výkonu trestu odnětí svobody byl 20. července 1949 rozveden. Po propuštění 30. září 1966 byl již částečně slepý. Baldur Benedikt von Schirach dožil v penzionu Müllen v Kröv an der Mosel a v roce 1967 vydal paměti pod titulem Ich glaubte an Hitler (Věřil jsem v Hitlera). Zemřel 8. srpna 1974.

## Dílo
- Die Pioniere des Dritten Reiches, Essen 1933.
- Revolution der Erziehung. Reden aus den Jahren des Aufbaus. Eher, München 1938
- Ich glaubte an Hitler, Mosaik-Verlag, Hamburg 1967.
- Schirach napsal text písně pro Hitlerjugend Vorwärts! Vorwärts! schmettern die hellen Fanfaren, která byla poprvé představena veřejnosti v roce 1933 ve zvukového filmu Hitlerjugend Quex prezentovány veřejnosti. Kromě toho si Schirach zahrál v propagandistickém filmu Der Marsch zum Führer z roku 1940.